# Silvano Grassi
Silvano Grassi (Signa, 16 settembre 1919 – Signa, 16 luglio 1996) è stato un calciatore e allenatore di calcio italiano, di ruolo ala destra.

## Carriera

### Calciatore
Giocò in Serie A con Livorno e Salernitana. Giocò nel Viareggio.

### Allenatore
Allenò Ascoli, Prato, Siena, Montevarchi (per due anni, venendo poi sostituito nel gennaio 1959 da Mario Semoli), Castelfiorentino, Grosseto, Sangiovannese, Pontedera, Città di Castello, Quarrata, Le Signe, Sansepolcro.
In entrambe le esperienze sulla panchina del Prato, ha ottenuto la promozione in Serie C.

## Palmarès

### Allenatore

#### Competizioni regionali
- Prima Categoria: 1

Castelfiorentino: 1962-1963

#### Competizioni nazionali
- IV Serie: 1

Prato: 1953-1954
- Serie D: 2

Sangiovannese: 1970-1971
Prato: 1976-1977